# 威尔科克斯县 (亚拉巴马州)
威爾科克斯县（英語：Wilcox County）是美國阿拉巴馬州西南部的一個縣。面積2,350平方公里。根據美國2000年人口普查，共有人口13,183人。縣治康登（Camden）。
成立於1819年12月13日，以紀念攻打克里克人的J. M. Wilcox中尉。